# Marcel Schmelzer
Marcel Schmelzer, född 22 januari 1988 i Magdeburg, Östtyskland, är en tysk före detta fotbollsspelare som senaste spelade för den tyska klubben Borussia Dortmund. Han har även spelat för Tysklands fotbollslandslag. Schmelzer har varit en viktig spelare i Dortmunds uppbyggnad under Jürgen Klopp. Schmelzer karaktäriseras av ett offensivt ytterbacksspel.

## Meriter
Borussia Dortmund
- Bundesliga: 2011, 2012
- Tyska cupen: 2012, 2017
- DFL-Supercup: 2013, 2014, 2019